# الهيئة العامة للطرق والنقل البري
الهيئة العامة للطرق والنقل البري، هيئة حكومية كويتية تُعنى بإدارة منظومة النقل البري في دولة الكويت والإشراف عليها وصيانتها ولها صلاحيات غير محدودة لتنمية قطاع النقل البري اقتصاديًا وتحقيق النقل المستدام. تأسست الهيئة في 25 رمضان 1435 هـ الموافق 23 يوليو 2014 بمرسوم قانون رقم 115 لسنة 2014 صدر بقصر السيف، بأمر من أمير الكويت - آنذاك - الشيخ صباح الأحمد الجابر الصباح. في 3 مايو 2021، صدر مرسوم بتعيين مجلس إدارة الهيئة بعضوية 11 عضوًا لمدة أربعة سنوات، من بينهم حسين علي الخياط الذي عُين رئيسًا للهيئة.